# 第63回英国アカデミー賞
第63回英国アカデミー映画賞（だい63かいえいこくアカデミーしょう）は、英国映画テレビ芸術アカデミーによって2009年の映画に贈られる賞である。2010年2月21日に発表された。

## 受賞・ノミネート一覧
太字は受賞

### フェローシップ賞
- ヴァネッサ・レッドグレイヴ

### 主演男優賞
- コリン・ファース – 『シングルマン』
  - ジェフ・ブリッジス – 『クレイジー・ハート』
  - ジョージ・クルーニー – 『マイレージ、マイライフ』
  - ジェレミー・レナー – 『ハート・ロッカー』
  - アンディ・サーキス – Sex & Drugs & Rock & Roll

### 主演女優賞
- キャリー・マリガン – 『17歳の肖像』
  - シアーシャ・ローナン – 『ラブリーボーン』
  - ガボレイ・シディビー – 『プレシャス』
  - メリル・ストリープ – 『ジュリー&ジュリア』
  - オドレイ・トトゥ – 『ココ・アヴァン・シャネル』

### アニメ映画賞
- 『カールじいさんの空飛ぶ家』
  - 『コララインとボタンの魔女 3D』
  - 『ファンタスティック・Mr.FOX』

### 撮影賞
- 『ハート・ロッカー』
  - 『アバター』
  - 『第9地区』
  - 『イングロリアス・バスターズ』
  - 『ザ・ロード』

### 衣装デザイン賞
- 『ヴィクトリア女王 世紀の愛』
  - 『ブライト・スター いちばん美しい恋の詩』
  - 『ココ・アヴァン・シャネル』
  - 『17歳の肖像』
  - 『シングルマン』

### 監督賞
- キャスリン・ビグロー – 『ハート・ロッカー』
  - ロネ・シェルフィグ – 『17歳の肖像』
  - クエンティン・タランティーノ – 『イングロリアス・バスターズ』
  - ニール・ブロンカンプ – 『第9地区』
  - ジェームズ・キャメロン - 『アバター』

### 編集賞
- 『ハート・ロッカー』
  - 『アバター』
  - 『第9地区』
  - 『イングロリアス・バスターズ』
  - 『マイレージ、マイライフ』

### 作品賞
- 『ハート・ロッカー』
  - 『アバター』
  - 『17歳の肖像』
  - 『プレシャス』
  - 『マイレージ、マイライフ』

### 英国作品賞
- 『フィッシュ・タンク』
  - 『17歳の肖像』
  - In the Loop
  - 『月に囚われた男』
  - 『ノーウェアボーイ ひとりぼっちのあいつ』

### 外国語映画賞
- 『預言者』 ( フランス)
  - 『抱擁のかけら』 ( スペイン)
  - 『ココ・アヴァン・シャネル』 ( フランス)
  - 『ぼくのエリ 200歳の少女』 ( スウェーデン)
  - 『白いリボン』 ( ドイツ)

### メイクアップ&ヘアー賞
- 『ヴィクトリア女王 世紀の愛』
  - 『ココ・アヴァン・シャネル』
  - 『17歳の肖像』
  - 『Dr.パルナサスの鏡』
  - 『NINE』

### 作曲賞
- 『カールじいさんの空飛ぶ家』 – マイケル・ジアッチーノ
  - 『アバター』 – ジェームズ・ホーナー
  - 『クレイジー・ハート』 – T＝ボーン・バーネット、スティーヴン・ブルトン
  - 『ファンタスティック・Mr.FOX』 – アレクサンドル・デプラ
  - Sex & Drugs & Rock & Roll – チャス・ヤンケル

### プロダクションデザイン賞
- 『アバター』
  - 『第9地区』
  - 『ハリー・ポッターと謎のプリンス』
  - 『Dr.パルナサスの鏡』
  - 『イングロリアス・バスターズ』

### 脚色賞
- 『マイレージ、マイライフ』 – ジェイソン・ライトマン、シェルダン・ターナー
  - 『第9地区』 – ニール・ブロンカンプ、テリー・タッチェル
  - 『17歳の肖像』 – ニック・ホーンビィ
  -  In the Loop – サイモン・ブラックウェル、ジェシー・アームストロング、アーマンド・イヌアッチ、トニー・ローチ
  - 『プレシャス』 – ジェフリー・フレッチャー

### オリジナル脚本賞
- 『ハート・ロッカー』 – マーク・ボール
  - 『ハングオーバー! 消えた花ムコと史上最悪の二日酔い』 – ジョン・ルーカス、スコット・ムーア
  - 『イングロリアス・バスターズ』 – クエンティン・タランティーノ
  - 『シリアスマン』 – ジョエル・コーエン、イーサン・コエーン
  - 『カールじいさんの空飛ぶ家』 – ピート・ドクター、ボブ・ピーターソン

### 音響賞
- 『ハート・ロッカー』
  - 『アバター』
  - 『第9地区』
  - 『スター・トレック』
  - 『カールじいさんの空飛ぶ家』

### 助演男優賞
- クリストフ・ヴァルツ – 『イングロリアス・バスターズ』
  - アレック・ボールドウィン – 『恋するベーカリー』
  - アルフレッド・モリナ – 『17歳の肖像』
  - クリスチャン・マッケイ – 『僕と彼女とオーソン・ウェルズ』
  - スタンリー・トゥッチ – 『ラブリーボーン』

### 助演女優賞
- モニーク – 『プレシャス』
  - アンヌ＝マリー・ダフ – 『ノーウェアボーイ ひとりぼっちのあいつ』
  - ヴェラ・ファーミガ – 『マイレージ、マイライフ』
  - アナ・ケンドリック – 『マイレージ、マイライフ』
  - クリスティン・スコット・トーマス – 『ノーウェアボーイ ひとりぼっちのあいつ』

### 特殊視覚効果賞
- 『アバター』
  - 『第9地区』
  - 『ハリー・ポッターと謎のプリンス』
  - 『ハート・ロッカー』
  - 『スター・トレック』

### 短編アニメ映画賞
- Mother of Many
  - The Happy Duckling
  - The Gruffalo

### 短編映画賞
- I Do Air
  - 14
  - Jade
  - Jade
  - Off Season

### 新人賞
- ダンカン・ジョーンズ (監督) - 『月に囚われた男』
  - ルーシー・ベイリー、アンドリュー・トンプソン、エリザベス・モーガン・ヘムロック、デヴィッド・ピアソン (製作・監督) - Mugabe and the White African
  - エラン・クリーヴィー (脚本・監督) - Shifty
  - スチュアート・ヘイゼルダイン (脚本・監督) - 『エグザム』
  - サム・テイラー・ウッド (監督) - 『ノーウェアボーイ ひとりぼっちのあいつ』

### ライジング・スター賞
- クリステン・スチュワート
  - ジェシー・アイゼンバーグ
  - ニコラス・ホルト
  - キャリー・マリガン
  - タハール・ラヒム

## 統計
ノミネート数
- 8: 『アバター』、『17歳の肖像』、『ハート・ロッカー』
- 7: 『第9地区』
- 6: 『マイレージ、マイライフ』、『イングロリアス・バスターズ』
- 4: 『ココ・アヴァン・シャネル』、『ノーウェアボーイ ひとりぼっちのあいつ』、『プレシャス』、『カールじいさんの空飛ぶ家』
- 2: 『ファンタスティック Mr.FOX』、In the Loop、『ラブリーボーン』、『月に囚われた男』、『スター・トレック』、『ハリー・ポッターと謎のプリンス』、『ヴィクトリア女王 世紀の愛』

受賞数
- 6: 『ハート・ロッカー』
- 2: 『アバター』、『カールじいさんの空飛ぶ家』、『ヴィクトリア女王 世紀の愛』